# Cantillana
Cantillana é um município da Espanha na província de Sevilha, comunidade autónoma da Andaluzia, de área 107 km² com população de 9927 habitantes (2007) e densidade populacional de 86,03 hab/km².
Aqui nasceu em 1126 Sidi Boumediene, santo patrono de Tremecém.

## Demografia
| Variação demográfica do município entre 1991 e 2004 | Variação demográfica do município entre 1991 e 2004 | Variação demográfica do município entre 1991 e 2004 | Variação demográfica do município entre 1991 e 2004 |
| --------------------------------------------------- | --------------------------------------------------- | --------------------------------------------------- | --------------------------------------------------- |
| 1991                                                | 1996                                                | 2001                                                | 2004                                                |
| 8788                                                | 8930                                                | 8934                                                | 9289                                                |